# Hezahiah Nyamau
Hezahiah Nyamau   (Kisii, 5 de desembre de 1942) és un atleta kenyata, ja retirat, especialista en els 400 metres, que va competir durant les dècades de 1960 i 1970.
El 1968 va prendre part en els Jocs Olímpics d'Estiu de Ciutat de Mèxic, on va disputar dues proves del programa d'atletisme. Formant equip amb Charles Asati, Naftali Bon i Daniel Rudisha va guanyar la medalla de plata en la prova dels 4x400 metres relleus, mentre en els 400 metres quedà eliminat en semifinals. Quatre anys més tard, als Jocs de Munic, tornà a disputar dues proves del programa d'atletisme. En els 4x400 metres relleus, formant equip amb Charles Asati, Robert Ouko i Julius Sang, guanyà la medalla d'or, mentre en els 400 metres quedà eliminat en sèries.
En el seu palmarès també destaca una medalla d'or en els Jocs de la Commonwealth de 1970 i en els Jocs Panafricans de 1973 en els 4x400 metres, així com el Campionat de l'Àfrica Oriental i Central dels 400 metres de 1972 i del relleu 4x400 metres del 1967 al 1972. El setembre de 1970, juntament amb Naftali Bon, Thomas Saisi i Robert Ouko, va establir el rècord mundial dels 4x880 iardes amb un temps de 7'11.6".

## Millors marques
- 400 metres llisos. 46.33" (1972)[4]